# Eumorpha cinnamomea
Eumorpha cinnamomea är en fjärilsart som beskrevs av Adolf G. Closs 1911. Eumorpha cinnamomea ingår i släktet Eumorpha och familjen svärmare. Inga underarter finns listade i Catalogue of Life.